# 2010年コートジボワール大統領選挙
2010年コートジボワール大統領選挙（2010ねんコートジボワールだいとうりょうせんきょ、フランス語: Élection présidentielle ivoirienne de 2010）は、2010年10月31日および2010年11月28日にコートジボワールで行われた大統領選挙である。

## 概要
第1回投票は10月31日、第1回投票で過半数を獲得した候補がいなかったため、第2回の決選投票が11月28日に行われた。
本来2005年に行われる予定であったが、内戦後の政治的混乱の中で延期に延期を重ね、2010年に実施された。2007年3月にコートジボワール政府と新勢力との間で和平合意がなされ（ワガドゥグ合意）、2009年4月には、大統領選挙は同年9月6日までに行われる予定であり、日程は間もなく発表されると発表された。2009年5月15日には、選挙日は2009年11月29日と発表された。11月11日は選挙はさらに延長されることが発表され、12月3日には、選挙は翌年2月下旬か3月上旬になる見通しと伝えられた。
この選挙は、南部に強い支持基盤を持つ現職のローラン・バグボ候補と、かつてフェリックス・ウフェ＝ボワニのもとで首相を務めており、北部に支持基盤を持つアラサン・ワタラ候補の対決という、地域的・民族的対立が表立つ形となった。第2回投票は極めて緊迫した状況の中で行われ、一部で暴力事件等が報告されたが、監視団によれば選挙は公正に行われた。12月2日に選挙管理委員会は約54％の得票率でワタラの当選を発表した。しかし、バグボは選挙結果に対して即座に異議申し立てを行い、翌日、憲法評議会はバグボの当選を発表した。バグボ、ワタラ両候補が大統領就任宣言を行い、深刻な政治危機へと発展していった。
国際連合、アフリカ連合、西アフリカ諸国経済共同体、欧州連合、アメリカ合衆国、旧宗主国であるフランスなどを含めた国際社会はワタラの当選を承認し、バグボ大統領に対してワタラへの政権譲渡を要求した。バグボは国連平和維持軍のコートジボワールからの即時撤退を要求したが、国際連合安全保障理事会はこれを拒否、2011年6月末まで6か月間の派遣期間延長を決定し、また国連軍の増派を検討。世界銀行は、バグボ政権に対する支援を凍結。コートジボワールにおける選挙後の混乱は、カカオ価格の上昇も招いた。
2011年4月11日にワタラ側がバグボの身柄を拘束し、5月になり憲法評議会もようやくワタラを当選者として認定し、一連の騒動は終わった。

## 選挙結果
| 候補者                                                                   | 候補者                     | 所属政党                 | 第1回投票 | 第1回投票 | 第2回投票 | 第2回投票 | 第2回投票 | 第2回投票 |
| 候補者                                                                   | 候補者                     | 所属政党                 | 第1回投票 | 第1回投票 | CC        | CC        | IEC       | IEC       |
| 候補者                                                                   | 候補者                     | 所属政党                 | 得票数    | 得票率    | 得票数    | 得票率    | 得票数    | 得票率    |
| ------------------------------------------------------------------------ | -------------------------- | ------------------------ | --------- | --------- | --------- | --------- | --------- | --------- |
|                                                                          | アラサン・ワタラ           | 共和連合                 | 1,481,091 | 32.07%    | 1,938,672 | 48.55%    | 2,483,164 | 54.1%     |
|                                                                          | ローラン・バグボ           | イボワール人民戦線       | 1,756,504 | 38.04%    | 2,054,537 | 51.45%    | 2,107,055 | 45.9%     |
|                                                                          | アンリ・コナン・ベディエ   | 民主党・アフリカ民主連合 | 1,165,532 | 25.24%    |           |           |           |           |
|                                                                          | アルベール・マブリ         | 民主平和連合             | 118,671   | 2.27%     |           |           |           |           |
|                                                                          | コナン・ニャミアン         | コートジボワール連合     | 17,171    | 0.37%     |           |           |           |           |
|                                                                          | フランシス・ウォディエ     | 労働者党                 | 13,406    | 0.29%     |           |           |           |           |
|                                                                          | シメオン・コナン           |                          | 12,357    | 0.27%     |           |           |           |           |
|                                                                          | ジャックリン・ロウエ       |                          | 12,273    | 0.27%     |           |           |           |           |
|                                                                          | パスカル・タグア           |                          | 11,674    | 0.25%     |           |           |           |           |
|                                                                          | イノサン・アナキ           | 力と未来連合             | 10,663    | 0.23%     |           |           |           |           |
|                                                                          | アダマ・ドロ               |                          | 5,972     | 0.13%     |           |           |           |           |
|                                                                          | ンドゥバ・アノー・アカ     |                          | 5,311     | 0.12%     |           |           |           |           |
|                                                                          | フェリックス・アコト・ヤオ |                          | 4,773     | 0.10%     |           |           |           |           |
|                                                                          | アンリ・トウー             | 人民社会連合             | 2,423     | 0.05%     |           |           |           |           |
| 総計                                                                     | 総計                       | 総計                     | 4,617,821 | 100.0%    | 3,993,209 | 100.0%    | 4,590,219 | 100.0%    |
| 有効票数（有効率）                                                       | 有効票数（有効率）         | 有効票数（有効率）       | 4,617,821 | 95.34%    | 3,993,209 | 97.83%    | 4,590,219 | 97.89%    |
| 無効票・白票数（無効率）                                                 | 無効票・白票数（無効率）   | 無効票・白票数（無効率） | 225,624   | 4.66%     | 88,556    | 2.17%     | 99,147    | 2.11%     |
| 投票総数（投票率）                                                       | 投票総数（投票率）         | 投票総数（投票率）       | 4,843,445 | 83.73%    | 4,081,765 | 71.29%    | 4,689,366 | 81.12%    |
| 棄権者数（棄権率）                                                       | 棄権者数（棄権率）         | 棄権者数（棄権率）       | 941,045   | 16.27%    | 1,643,956 | 28.71%    | 1,091,438 | 18.88%    |
| 有権者数                                                                 | 有権者数                   | 有権者数                 | 5,784,490 | 100.0%    | 5,725,721 | 100.0%    | 5,780,804 | 100.0%    |
| 出典: CEI, abidjan.net (CC,憲法評議会), abidjan.net (IEC,選挙管理委員会) |                            |                          |           |           |           |           |           |           |